# Château de Saint-Hilarion
Le château de Saint-Hilarion, également appelé château Dieu d'Amour (ou encore château Dieudamour), se trouve dans les montagnes de la chaîne de Kyrenia au nord de l'île de Chypre, près de la ville de Kyrenia. Il contrôlait la route vers Nicosie. Il est le mieux préservé des trois châteaux qui dominaient la mer, avec les châteaux de Kantara et de Buffavento.

## Histoire

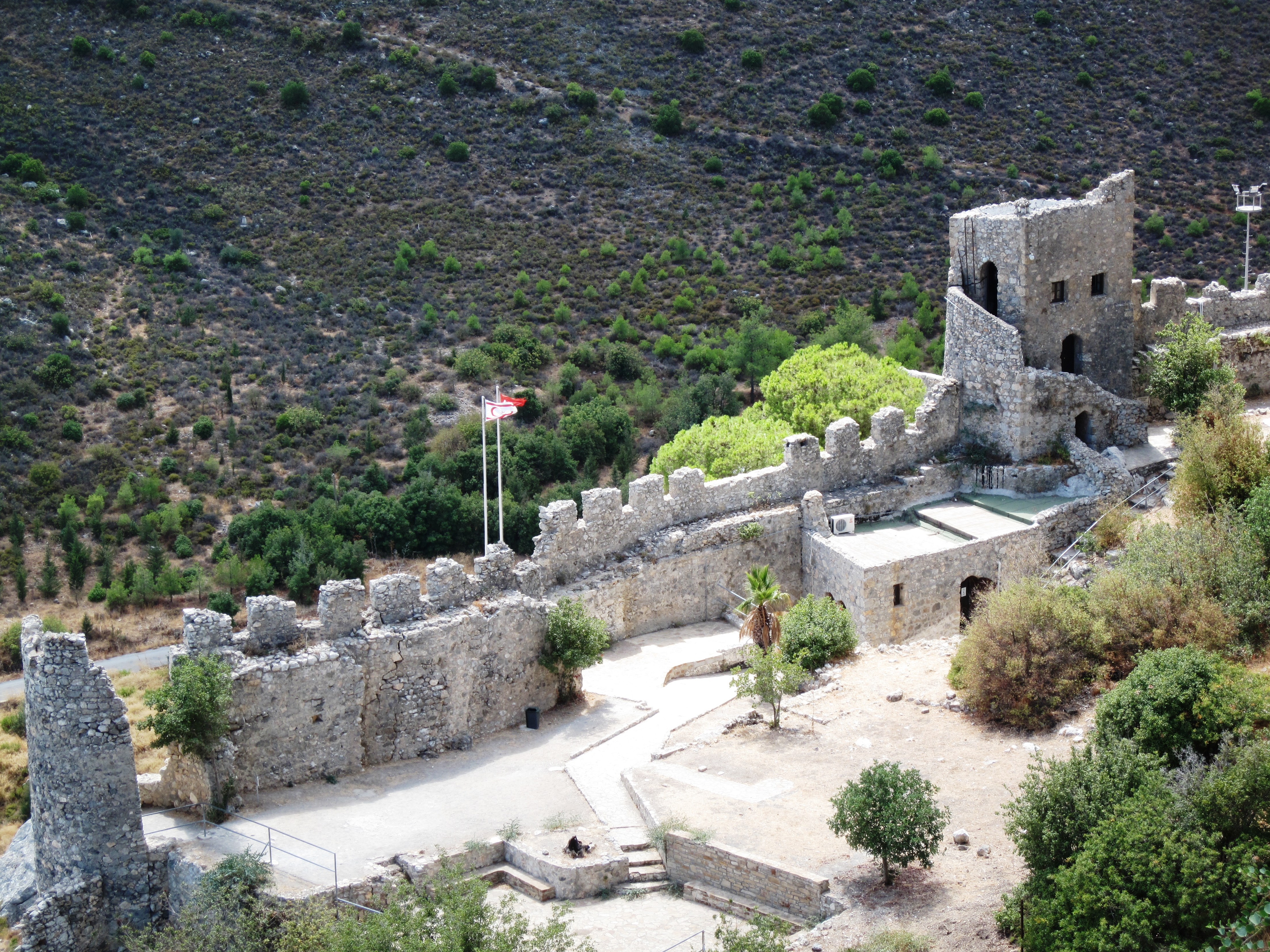
Vue des ruines.

Saint-Hilarion était à l'origine un monastère, nommé ainsi en la mémoire du moine Hilarion qui avait choisi le site pour son ermitage, construit au Xe siècle avec une église. Les fortifications byzantines ont commencé à être construites au XIe siècle, pour défendre l'île des pirates arabes.
Des parties du château furent agrandies sous le règne de la maison de Lusignan, qui s'en servait comme résidence d'été. Le château fut le théâtre d'une lutte de quatre années entre l'empereur Frédéric II et Jean d'Ibelin pour le contrôle de Chypre.

## Architecture

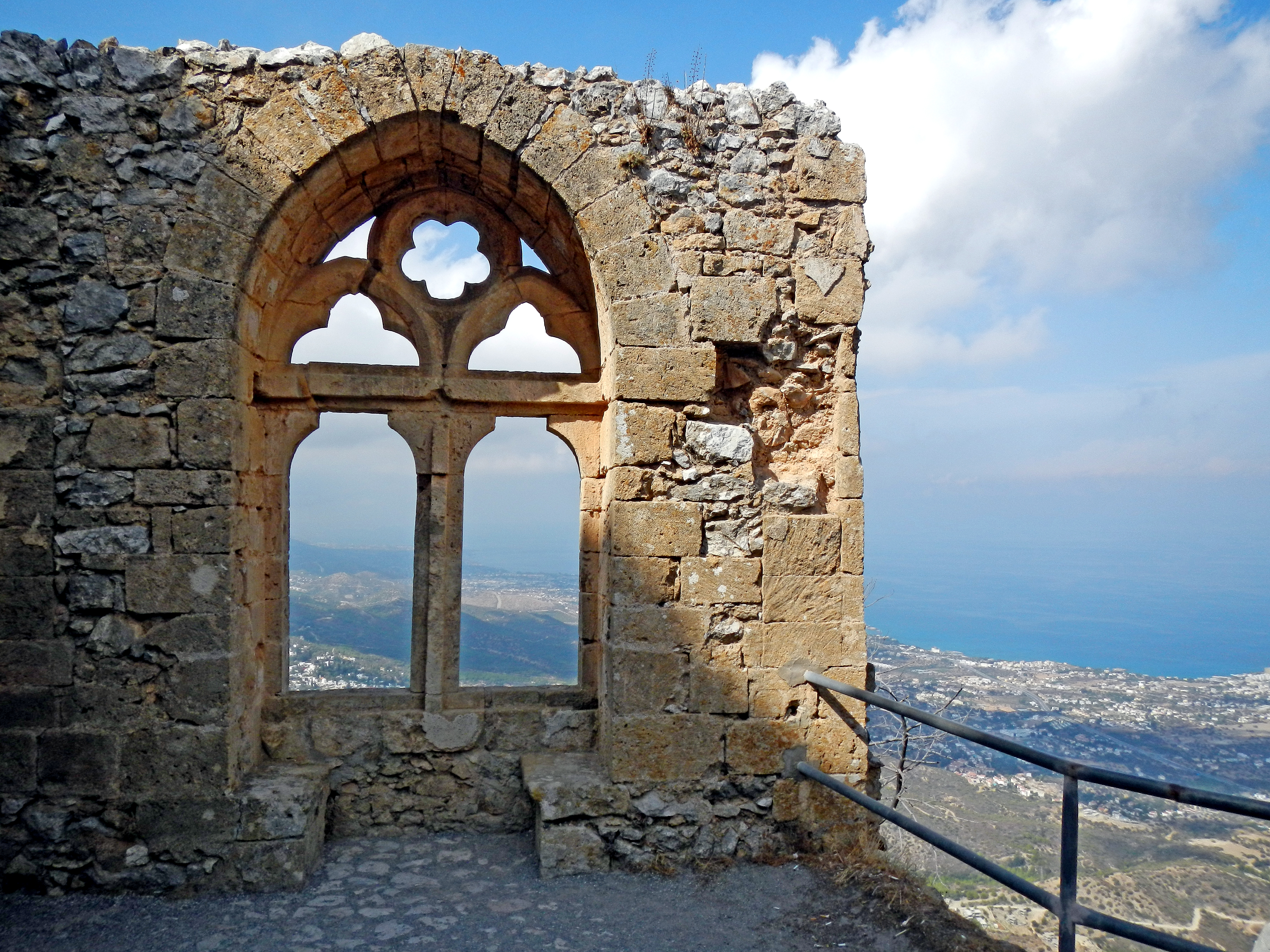
La grande fenêtre gothique de la Reine (Éléonore).

Le château avait trois quartiers. Le quartier supérieur, protégé par un accès couvert, abritait la cour royale tandis que les niveaux inférieurs avaient des fonctions économiques. Le quartier inférieur abritait les hommes en armes. La tour du prince Jean se trouvait sur un promontoire qui dominait l'ensemble. L'église était dans le quartier médian. Des fermes se trouvaient à l'ouest.
La plupart du château fut démantelée par les Vénitiens au XVe siècle pour réduire le coût du maintien des garnisons.

## Source
- (en) Cet article est partiellement ou en totalité issu de l’article de Wikipédia en anglais intitulé « Saint Hilarion Castle » (voir la liste des auteurs).